# Monk (Band)
Monk ist eine Indie-/Electro-Pop-Band aus Graz, die 2003 von Georg Hartwig gegründet wurde.

## Karriere
Die Band wurde 2003 als „Grenzgänger zwischen Band und Kunstkollektiv“ gegründet und veröffentlichte 2004 ihr erstes Album Mountain, welches jedoch wenig Aufmerksamkeit erfuhr.
Die Produktion des zweiten Albums Jeux de Nuit (deutsch etwa: „Schattenspiel“), welches im September 2006 erschien, wurde vom österreichischen Musikfonds gefördert. Das Album wurde von der Fachpresse positiv rezensiert und für seinen eigenständigen und vielfältigen Stil gelobt. Ein Vergleich mit anderen Bands falle schwer. Das Stück „Fuck I Still Love You“ wurde zu einem Radiohit.
Das dritte Album „The Man Who Sleeps on His Breath“ ist nach einem Ausspruch amerikanischer Ureinwohner benannt, welche so einen Dokumentarfotografen bezeichneten, der auf einer Luftmatratze schlief. Das Album ist stilistisch breiter aufgestellt und kompositorisch weniger verträumt als seine Vorgänger.

## Diskografie
Alben
- 2008: The Man Who Sleeps On His Breath (Sevenahalf)
- 2006: Jeux de Nuit (Sevenahalf)
- 2004: Mountain (Sevenahalf)

EPs
- 2007: Good Starters, Bad Stickers (Sevenahalf)

## Auszeichnungen
- 2007: Nominierung für den FM4-Award, im Rahmen des Amadeus Austrian Music Award